# Laudanszczyna
Laudanszczyna (biał. Ляўданшчына; ros. Левданщина, Lewdanszczina) – wieś na Białorusi, w obwodzie mińskim, w rejonie łohojskim, w sielsowiecie Krajsk, nad Dzwonką. W 2019 roku liczyła 34 mieszkańców.